# 배설

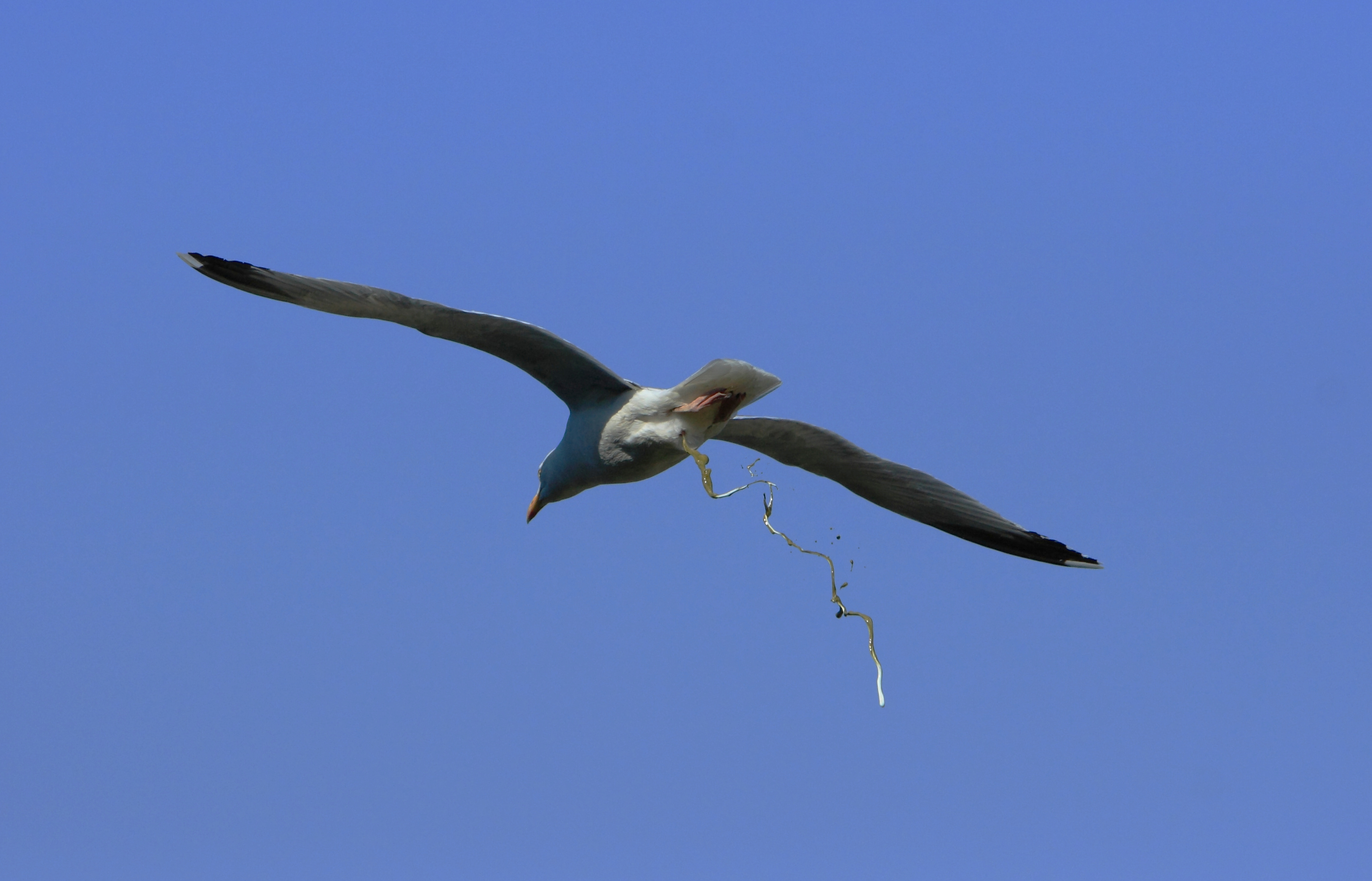
갈매기가 변을 보고 있다.

배설(排泄)이란 물질대사의 과정에서 발생한 노폐물(老廢物, 문화어: 로페물)을 체외로 배출하는 것을 의미한다. 사람의 배설은 인분이라고도 한다

## 배설 기관과 그 작용
배설 기관은 체내에서 생긴 이산화탄소 외의 노폐물(주로 암모니아·요소 등의 질소 화합물)을 물·무기 염류와 함께 오줌을 통하여 몸 밖으로 배출하는 기관이다. 배설 기관은 노폐물을 버리는 일 외에, 체내의 수분이나 염류의 농도를 일정하게 유지하는 역할도 한다. 대부분의 다세포 생물은 배설 기관이 발달되어 있다. 동물의 계통에 따라 특정한 구조와 작용을 하는 것이 발달되어 있다.
해산 원생동물이나 해면동물·강장동물 등은 특별한 배설 기관이 없어서 체표면에서 직접 물 속으로 노폐물을 확산시킨다. 그러나 편형동물 이상의 동물에서는 여러 가지 배설기가 되어 있어서, 체내의 수분 조절이나 물질 대사의 결과로 생긴 배설물을 암모니아·요소·요산 등의 형태로 배출한다.

### 수축포
수축포(收縮胞)는 해산 원생동물에는 없지만, 담수산 원생동물에서 볼 수 있는 세포 기관의 하나로, 노폐물이나 여분의 수분을 세포 밖으로 배출하며, 삼투압 조절에도 관여한다. 해산 원생동물은 세포내액의 삼투압 농도가 바닷물의 농도와 같아서, 세포 내외의 수분은 평형이 유지되고 있다. 그러나 담수산 원생동물은 세포 내의 원형질 농도, 즉 체액의 삼투압이 담수(민물)보다 훨씬 높기 때문에 세포막을 통하여 물이 체내로 들어오므로, 그대로 두면 세포는 파열해 버린다. 따라서 끊임없이 들어오는 물을 수축포를 통하여 몸 밖으로 배출함으로써 체내의 수분량을 조절한다. 수축포에는 아메바처럼 등근 주머니 모양의 것과 짚신벌레처럼 둘레에 방사상의 뇌관을 가진 것이 있다. 수축포는 체표 가까이에서 원형질로부터 여분의 물을 받아들여 일정한 크기가 되면 갑자기 수축하여 내용물을 배출하는데, 이것을 주기적으로 되풀이한다.

### 원신관
원신관(原腎管)은 다세포 동물에서 볼 수 있는 가장 원시적인 배설 기관으로, 편형동물·유형동물·윤형동물 등에서 볼 수 있다. 이것은 몸의 좌우로 뻗어 있는 주된 관에서 나뭇가지 모양의 가는 관이 몸의 곳곳에 분포하고 있다. 그 관의 끝에는 불꽃 세포가 있는데, 여기에서 노폐물을 걸러 세관에 이어지는 배설공으로 배출한다. 불꽃 세포는 깔때기 모양으로 퍼진 큰 세포로, 그 안에는 신축성이 있는 편모의 다발이 있어서, 그 운동으로 노폐물이 세관 내로 유도되는데, 편모 다발의 운동이 마치 불꽃이 흔들리는 것처럼 보인다고 하여 불꽃 세포라 불린다.

### 신관
신관(腎管)은 환형동물·연체동물 및 절지동물의 갑각류 등에서 볼 수 있는 배설 기관이다. 지렁이는 각 체절마다 1쌍의 신관이 있어서, '체절기(體節器)'라고도 불린다. 신관은 긴 관 모양으로, 안쪽의 끝은 신구로 되어 체강에 열려 있고, 바깥쪽 끝은 외부에 열려 있다. 혈관에서 체강 내로 분비된 암모니아나 요소 등의 배설물은 나팔 모양으로 벌어진 신구에 나 있는 섬모의 물결 운동으로 모아지는데, 이것은 신구에 이어지는 구부러진 세관(배출관)을 통하여 몸 밖으로 열려 있는 배출공으로 배출된다, 지렁이의 체절기는 신관 중에서 가장 보편적인 형에 속하고, 연체동물 조개류(부족류)의 보야누스기, 문어·오징어의 신낭, 갑각류의 새선, 촉각선 등의 배설기는 모두 신관이 변형된 것으로, 기본적으로는 지렁이의 체절기와 같은 구조를 지니고 있다.

### 말피기관
말피기관(Malpigh管)은 절지동물의 곤충류, 거미류, 다지류에서 볼 수 있는 특수한 배설 기관이다. 이것은 중장(小腸)과 후장(後陽)과의 경계부에 열린 다수의 기다란 실 모양의 관으로서, 이 세관의 끝은 체강 속으로 뻗어 있다. 이 관을 통하여, 체강액에서 주로 요산 등의 노폐물을 흡수하여 소화관(창자) 속으로 보내므로, 노폐물이 직접 체외로 배출되지 않는다.

### 콩팥
콩팥(신장:腎臟)은 척추동물의 배설 기관으로, 본래 무척추동물의 신관에서 유래된 것이며, 발달 정도에 따라 전신·중신·후신으로 구분한다. 전신은 콩팥의 원시형으로, 모든 척추동물의 발생 초기에 나타나나, 후에 퇴화하여 중신이 생긴다. 원구류만이 일생 전신을 가지며, 어류와 양서류는 유생기에만 전신을 사용한다. 전신에 이어서 나타나는 중신은 어류와 양서류에서 볼 수 있는데, 중신이 되면 신구 외에 보우만 주머니가 생겨서 사구체(모세 혈관의 덩어리)를 싸며, 이 사구체에서 노폐물을 걸러 배설강으로 배출한다. 이때 보우만 주머니가 사구체를 둘러싸고 있는 것을 말피기소체(신소체)라고 한다. 한편, 파충류 이상의 동물에서는 중신이 퇴화하고 그 뒤쪽에 후신이 나타난다. 후신은 소위 콩팥으로서, 네프론(신단위)으로 이루어져 있는데, 네프론은 사구체와 그것을 둘러싸고 있는 깔때기 모양의 보우만 주머니 및 거기에 이어지는 1개의 세뇨관으로 이루어져 있다. 이 세뇨관은 나선상·헤어핀상으로 구부러져 콩팥의 피질과 수질에 걸쳐 분포하고, 집합관으로 합류하여 신우에 이른다. 신우로부터는 수뇨관에 의해 배출강 또는 방광·요도를 거쳐 외계로 연결되어 있다.

## 동물의 배설물
콩팥 등의 배설기는 수분을 유지하고 과잉 수분을 배출하는 것 외에, 영양소의 분해 과정에서 생성된 유독한 암모니아를 여러 가지 형태의 물질로 변화시켜 배설한다. 암모니아는 독성이 강하지만, 물에 잘 녹으므로 수생 무척추동물이나 경골 어류 등은 그대로 배설한다. 그러나 육지의 동물은 주위에 풍부한 물이 없으므로, 체표를 통하여 암모니아를 확산할 수가 없다. 따라서 암모니아를 체내에서 독성이 적은 요소나 요산으로 바꾼 다음 배설한다. 포유류·양서류·수생 파충류 등은 요소로, 조류·육상 파충류·곤충류 등은 요산의 형태로 배설한다.

## 같이 보기
- 배변
- 오줌
- 체액